# ミドリ (バンド)
ミドリ (Midori) は、日本のロックバンド。大阪府出身。所属レコード会社はソニー・ミュージックアソシエイテッドレコーズ。
後藤まりこ(vo/g)のセーラー服で歌うのが特徴的なハードコア・パンクロックで「大阪のいびつなJUDY AND MARY」の異名を持つ。2010年解散。

## 最終メンバー
- 後藤まりこ - ヴォーカル/ギター
- 小銭喜剛 - ドラム
- ハジメ - ピアノ/キーボード/シャウト
- 岩見のとっつぁん(岩見継吾) - コントラバス/エレクトリック・アップライト・ベース

## 経歴

### 2003年
- 7月に「歌謡曲のコピーバンドをする」という目的から、後藤まりこ(vo/g)がそれぞれ他のバンドで活動していた小銭喜剛(ds)と桑野嘉文[2](b)を誘い『ミドリ』を結成。
- まもなく（「2003年秋」）桑野が脱退し、ベースレスバンドとなる[3]。
- その後、異なる様々なパートのメンバー交代を幾度となく繰り返し、それにつれてサウンドも変化していく。

### 2004年
- 10月よりピアノのハジメ加入後、自主企画「妄想セックス・露出オナニー」を開催するなど活動の幅を広げる。

### 2005年
- 5月に劔樹人(b)が加入。円盤ジャンボリーやカモガワロックフェスティバルなどのイベントに参加。
- 11月にはGYUUNE CASSETTEより1stミニアルバム「ファースト」を発売。

### 2006年
- 10月に劔が失踪。
- 11月より、サポートベースに原田真吾(ドブロク)を迎える。

### 2007年
- 春、mF247から『セカンド♡』をリリース。
- 8月、RISING SUN ROCK FESTIVAL 2007 in EZOに参加。EARTH TENTステージで演奏。
- ソニー・ミュージックアソシエイテッドレコーズに移籍。
- 11月にメジャー初のミニアルバム「清水」を発表。
- 12月22日のライブを最後に、原田が自らのバンド活動に専念するためサポートメンバーから外れる（「卒業」）[4]。

### 2008年
- 1月26日 岩見のとっつぁんがベースとして正式加入。5月にフルアルバム「あらためまして、はじめまして、ミドリです。」を発表。
- 3月、ソウル・フラワー・ユニオンの主催する闇鍋音楽祭2008に出演。
- 5月15日より、下北沢シェルターを皮切りに初のワンマンツアー「あらためまして、はじめまして、ミドリです。」を決行。
  - 5月15日（木）下北沢シェルター
  - 5月21日（水）浜松メスカリンドライブ
  - 5月22日（木）名古屋アポロシアター
  - 5月24日（土）大阪十三ファンダンゴ
  - 5月26日（月）岡山ペパーランド
- 8月、RISING SUN ROCK FESTIVAL 2008 in EZOに参加。GREEN OASISステージで演奏。小銭喜剛、財布を落とす[5]。
- 11月、ライブアルバム「ライブ!!」をリリース。メンバーの意図していない部分でのリリースであった。同年末に事務所を離れる。[6][7]

### 2009年
- 8月、RISING SUN ROCK FESTIVAL 2009 in EZOに参加。EARTH TENTステージで演奏。
- 10月、ライブDVD「初体験」をリリース。2009年6月6日に日比谷野外音楽堂で行なわれた最後のセーラー服ライヴを完全収録したもの。[8]
- 10月より『初体験 VS ツアー』を敢行。
  - 10月9日（金）HEAVEN'S RCOK さいたま新都心VJ-3　VS カジヒデキ
  - 10月12日（月）清水JAMJAMJAM　VS DALLAX
  - 10月15日（木）金沢 vanvan V4　VS ジッタリン・ジン
  - 10月17日（土）滋賀B-FLAT　VS KING BROTHERS
  - 11月1日（日）秋田Club SWINDLE　VS 嘘つきバービー
  - 11月3日（火）盛岡CLUB CHANGE WAVE　VS MO'SOME TONEBENDER
  - 11月4日（水）郡山CLUB#9　VS MO'SOME TONEBENDER
  - 11月12日（木）水戸LIGHT HOUSE　VS SCOOBIE DO
  - 11月20日（金）神戸STAR CLUB　VS 黒猫チェルシー
  - 11月22日（日）鹿児島SR HALL　VS GENERAL HEAD MOUNTAIN
  - 11月23日（月）宮崎SR BOX　VS GENERAL HEAD MOUNTAIN
  - 11月27日（金）広島 CLUB QUATTRO　VS Base Ball Bear
  - 11月28日（土）岡山 CRAZYMAMA KINGDOM　VS Base Ball Bear
  - 12月1日（火）大阪 umeda AKASO　VS タテタカコ
  - 12月3日（木）名古屋 BOTTOM LINE　VS メリー
  - 12月9日（水）東京 SHIBUYA-AX　VS 9mm Parabellum Bullet

### 2010年
- 5月にアルバム「shinsekai」を発表。
- 6月よりワンマンツアー2010『新世界ツアー』を敢行。[9]
  - 6月11日（金）　北海道・札幌cube garden
  - 6月13日（日）　宮城・仙台darwin
  - 6月18日（金）　愛知・名古屋CLUB QUATTRO
  - 6月19日（土）　大阪BIG CAT
  - 6月23日（水）　福岡DRUM Be-1
  - 6月25日（金）　広島CLUB QUATTRO
  - 7月2日（金）　東京SHIBUYA-AX
- 12月26日、USTREAM配信にて後藤が、2010年12月30日恵比寿LIQUIDROOMのライブをもって「ミドリ」を解散する事を発表。
- 12月30日、恵比寿LIQUIDROOMでライブ『さよなら、後藤さん。』を行い解散。

## 特徴

### 音楽性
- 後藤の強烈な個性、ロリ声からシャウト、デス声まで使い分けたコケティッシュなヴォーカルを中心にしており、曲調はハードコア、プログレ、ジャズ的なものから日本の囃子、童謡まで様々である。
- 初期には、白塗り口裂けメイクで喘ぎ声のテープやノイズを出すノンミュージシャンのエロラジカセ博智が在籍しており、キワモノ的な印象が強かった。この時期は、小銭の和太鼓の様なドラムと後藤のノイジーなギターに博智がノイズでアクセントを付けるスタイルであった。
- ピアノ奏者のハジメの加入により現在のサウンドが確立した。本人もブログ等でプログレッシヴ・ロック、ヘビー・メタル好きを公言しており[10]、サウンドにプログレ、メタル要素が加わった。
- コントラバス奏者の岩見の加入によりフリー・ジャズ的要素が強くなった。

### 逸話・その他
ミドリと言うバンド名の由来は小銭の祖母の名前である。

## メンバーと担当楽器

### 第1期 2003年7月
- 小銭喜剛：ドラム
- 後藤まりこ：ヴォーカル/ギター
- 桑野嘉文：ベース

### 第2期 2003年夏 - 秋
- 小銭喜剛：ドラム
- 後藤まりこ：ヴォーカル/ギター

ベースレス編成でライブを続ける。

### 第3期 2003年秋 - 2004年
- 小銭喜剛：ドラム
- 後藤まりこ：ヴォーカル/ギター
- 博智：エロラジカセ(喘ぎ声のテープ/ノイズ)
- 井尾良太：ギター

異なる様々なパートのメンバー交代を幾度となく繰り返す。

### 第4期 2004年
- 小銭喜剛：ドラム
- 後藤まりこ：ヴォーカル/ギター
- 博智：エロラジカセ(喘ぎ声のテープ/ノイズ)
- 矢野雅俊：主人公(ヴォイス)

自主制作「ファースト」録音。

### 第5期 2004年
- 小銭喜剛：ドラム
- 後藤まりこ：ヴォーカル/ギター
- 博智：エロラジカセ(喘ぎ声のテープ/ノイズ)

### 第6期 2004年10月 - 2005年2月
- 小銭喜剛：ドラム
- 後藤まりこ：ヴォーカル/ギター
- 博智：エロラジカセ(喘ぎ声のテープ/ノイズ)
- ハジメ：ピアノ/キーボード/シャウト

自主制作「セカンド」録音。

### 第7期 2005年5月 - 2006年10月
- 小銭喜剛：ドラム
- 後藤まりこ：ヴォーカル/ギター
- ハジメ：ピアノ/キーボード/シャウト
- 劔樹人：エレクトリック・アップライト・ベース

「ファースト」録音。
2006年9月27日、29日の関東でのライブは、ハジメ、劔は参加せず、小銭と後藤のみで行われた。

### 第8期 2006年10月 - 2007年12月
- 小銭喜剛：ドラム
- 後藤まりこ：ヴォーカル/ギター
- ハジメ：ピアノ/キーボード/シャウト
- 桑野嘉文：ベース(2006年10月のライヴでサポート)
- 原田真悟：エレクトリック・アップライト・ベース/(2006年11月からのライヴでサポート、ゲスト/「セカンド♥」、「清水」)

「セカンド♥」、「清水」録音。

### 第9期 2008年1月 - 2010年12月
- 小銭喜剛：ドラム
- 後藤まりこ：ヴォーカル/ギター
- ハジメ：ピアノ/キーボード/シャウト
- 岩見のとっつぁん（岩見継吾）：コントラバス/エレクトリック・アップライト・ベース

「あらためまして、はじめまして、ミドリです。」、「ライブ!!」、「shinsekai」録音。

## ディスコグラフィー

### 自主制作
- ファースト (自主制作盤CD-R 第4期) - 廃盤
  1. SASU
  2. お父さん
  3. death or die
- セカンド (自主制作盤CD-R 第6期)- 廃盤
  1. あばずれ
  2. わっしょい
  3. 六弦D
  4. POP

### アルバム
|        | 発売日           | タイトル                                   | 規格品番  | 収録曲 | 備考 |
| ------ | ---------------- | ------------------------------------------ | --------- | --- | --- |
| 1st    | 2005.11.25 第7期 | ファースト                                 | CD95-31   | 1. わっしょい。 2. お猿 3. ああ嫌 4. A.N.A 5. ロマンティック夏モード 6. POP | GYUUNE CASSETTE タワーレコード予約先着特典で「ロマンティック夏モード 佐伯誠之助withいしくんぼREMIX」CD-R付属 |
| 2nd    | 2007.4.4 第8期   | セカンド♥                                  | XQBU-1001 | 1. ドーピング☆ノイズノイズキッス 2. うわさのあの子 3. 今日は彼氏がいないから… 4. 声を聞きたいのですが、聞こえないのです 5. あたしのお歌 6. 獄衣deサンバ 7. 愛のうた 8. あんたは誰や 9. 都会のにおい。 | GYUUNE CASSETTE オリコン最高98位、登場回数5回                                                                |
| 3rd    | 2007.11.21 第8期 | 清水                                       | AICL-1899 | CD 1. 愛って悲しいね (宴会バージョン) 2. 愛って悲しいね 3. 犬、走る。 4. エゾシカ・ダンス！！ 5. ロマンティック夏モード 6. グッバイ DVD 1. エゾシカ・ダン 2. ロマンティック夏モード                   | Sony Music Associated Records Inc. オリコン最高63位、登場回数3回                                             |
| 4th    | 2008.5.14 第9期  | あらためまして、はじめまして、ミドリです。 | AICL-1919 | 1. スキ 2. ゆきこさん 3. かなしい日々。 4. お猿 5. 根性無しあたし、あほぼけかす 6. ちはるの恋 7. ひみつの2人 8. 5拍子 9. ハウリング地獄 10. 無欲の無力                                                | Sony Music Associated Records Inc. オリコン最高25位、登場回数6回                                             |
| ライブ | 2008.11.5 第9期  | ライブ!!                                   | AICL-1969 | 2008 Live at日比谷野音 1. お猿 2. 愛って悲しいね 3. ちはるの恋 4. ひみつの2人 5. 獄衣deサンバ 6. あんたは誰や 7. POP                                                                                  | Sony Music Associated Records Inc. オリコン最高53位、登場回数3回                                             |
| 5th    | 2010.5.19 第9期  | shinsekai                                  | AICL-2122 | 1. 鳩 2. 凡庸VS茫洋 3. さよなら、パーフェクトワールド。 4. メカ 5. スピードビート 6. 春メロ 7. リズム 8. あたし、ギターになっちゃった!!!!! 9. 鉄塔の上の2人 10. どんぞこ                              | Sony Music Associated Records Inc. オリコン最高17位、登場回数4回                                             |

### シングル
|     | 発売日          | タイトル | 規格品番                            | 収録曲 | 備考                          |
| --- | --------------- | -------- | ----------------------------------- | --- | ----------------------------- |
| 1st | 2009.3.18 第9期 | swing    | AICL-2003:ひだり盤 AICL-2004:みぎ盤 | ひだり盤 1. Swing 2. あかん!! 3. 朽ちては果てぬ 4. Swing～もしも TAKUYA がミドリにいたら～ みぎ盤 1. Swing 2. あかん!! 3. 朽ちては果てぬ 4. Swing～カラオケ～ | オリコン最高25位、登場回数4回 |

### 映像作品
|     | 発売日          | タイトル                          | 規格品番                                  | 収録曲 | 備考                          |
| --- | --------------- | --------------------------------- | ----------------------------------------- | --- | ----------------------------- |
| 1st | 2006.3 第7期    | 2005 SUMMER to 2006 WINTER LIVE!! |                                           | | DVD-R                         |
| 2nd | 2009.10.7 第9期 | 初体験                            | AIBL-9179                                 | 1. 都会のにおい。 2. うわさのあの子 3. ゆきこさん 4. ハウリング地獄 5. エゾシカ・ダンス!! 6. あかん!! 7. 朽ちては果てぬ 8. 声を聞きたいのですが、聞こえないのです 9. 愛って悲しいね 10. お猿 11. さよなら、パーフェクトワールド 12. 愛のうた 13. 獄衣deサンバ 14. あんたは誰や 15. swing | オリコン最高38位、登場回数3回 |
| 3rd | 2011.4.6 第9期  | さよなら、後藤さん。              | AIBL-9211:初回生産限定盤 AIBL-9213:通常盤 | 1. 鳩 2. 愛のうた 3. うわさのあの子 4. ゆきこさん 5. エゾシカ・ダンス!! 6. あたしのお歌 7. スピードビート 8. 愛って悲しいね 9. リズム 10. ハウリング地獄 11. 声を聞きたいのですが、聞こえないのです 12. 鉄塔の上の2人 13. swing 14. どんぞこ 15. 獄衣deサンバ 16. あんたは誰や 17. POP 初回限定盤DISC2 1. エゾシカ・ダンス!! 2. ゆきこさん 3. ハウリング地獄 4. ひみつの2人 5. swing 6. さよなら、パーフェクトワールド。 7. メカ 8. 鉄塔の上の2人 | オリコン最高41位、登場回数3回 |

### 参加作品
| 発売日          | タイトル                                                         | 規格品番  | 備考 |
| --------------- | ---------------------------------------------------------------- | --------- | --- |
| 2008.3.28 第9期 | デトロイト・メタル・シティ トリビュートアルバム〜生贄メタルMIX〜 | DFCL-1456 | 4曲目「ロマンティック夏モード(ハジメタルDTミックス)」で参加。                                                                |
| 2008.5.20       | U.F.O.CLUB TOKYO JAPAN vol.5                                     | CTCD-624  | 後藤まりこが6曲目「ねことカバ」で参加。                                                                                      |
| 2008.9.24 第9期 | 赤塚不二夫トリビュート〜四十一才の春だから〜                     | DFCL-1490 | 3曲目「DISCOVER WAR -自衛隊賛歌-」で参加。                                                                                   |
| 2009.3.18 第9期 | JUDY AND MARY 15th Anniversary Tribute Album                     | ESCL-3177 | 11曲目「ミュージック ファイター」で参加。                                                                                    |
| 2009.4.22       | “69★TRIBE”Cupid Honey Traps                                      | AICL-2005 | 15曲目「あんたは誰や (ライブ at日比谷野音)」で参加。                                                                         |
| 2009.5.13       | 面影ラッキーホール シングル「あたしだけにかけて」                | KICM-3191 | テレビアニメ『夏のあらし!』オープニング曲。後藤まりこがコーラス(『feat.後藤まりこ』)で参加。                                 |
| 2009.8.12       | メロン記念日×ミドリ / sweet suicide summer story                 | TGCS-5713 | メロン記念日ロック化計画コラボレーションシングル(タワーレコード限定発売)に参加。 第9期メンバーで楽曲提供と演奏を行っている。 |
| 2009.9.16 第9期 | 深夜高速 -生きててよかったの集い-                                | AICL-2039 | 5曲目「深夜高速」で参加。 |

## ミュージックビデオ
| 監督       | 曲名                                                                                 |
| 大和田浩樹 | 「ゆきこさん (Live Ver.)」                                                           |
| 小川弾     | 「swing」                                                                            |
| 三輪たける | 「ひみつの2人」「ゆきこさん」「ハウリング地獄」                                      |
| 山野上筆持 | 「さよなら、パーフェクトワールド。from LIVE DVD「初体験」」「メカ」「鉄塔の上の2人」 |
| 山口保幸   | 「エゾシカ･ダンス!!」                                                                |
| 不明       | 「ドーピング☆ノイズノイズキッス」「ロマンティック夏モード」「愛のうた」              |

## 主なライブ

### ワンマンライブ・主催イベント
- 2009年 - ミドリ、ワンマン、2009春。
- 2009年 - ミドリ 初体験 vs ツアー
w/カジヒデキ/黒猫チェルシー/DALLAX/MO'SOME TONEBENDER/Scoobie Do/GENERAL HEAD MOUNTAIN/KING BROTHERS/嘘つきバービー/タテタカコ/メリー/9mm Parabellum Bullet
- 2010年 - ミドリワンマンツアー2010『新世界ツアー』
- 2010年12月30日 - さよなら、後藤さん。

### 出演イベント
- 2007年04月28日 - ARABAKI ROCK FEST.07
- 2007年08月11日 - SUMMER SONIC 2007
- 2007年08月18日 - RISING SUN ROCK FESTIVAL 2007 in EZO
- 2007年09月02日 - RUSH BALL 2007
- 2008年04月26日 - ARABAKI ROCK FEST.08
- 2008年06月22日 - GO!GO!7188 2マンTour"徹子のHair"ファイナル
- 2008年08月15日 - RISING SUN ROCK FESTIVAL 2008 in EZO
- 2008年08月24日 - Sky Jamboree 2008 ～笑顔～
- 2008年12月28日 - COUNTDOWN JAPAN 08/09
- 2009年08月08日 - SUMMER SONIC 2009
- 2009年08月15日 - RISING SUN ROCK FESTIVAL 2009 in EZO
- 2009年09月21日 - MELON LOUNGE
- 2010年03月03日 - 爆ひな '10
- 2010年05月02日 - ARABAKI ROCK FEST.10
- 2010年08月12日 - ミドリ×神聖かまってちゃん
- 2010年08月21日 - AOMORI ROCK FESTIVAL '10 ～夏の魔物～
- 2010年09月04日 - OTODAMA'10 ～音泉魂～
- 2010年12月21日 - 新木場クライシス